# Édouard Delmont
Pour les articles homonymes, voir Delmont (homonymie).
Édouard Marius Autran, dit Édouard Delmont ou seulement Delmont, est un acteur français, né le 5 décembre 1883 à Marseille et mort le 22 novembre 1955 à Cannes.

## Biographie
Comme beaucoup d'acteurs de sa génération, il est le plus souvent crédité sous le simple nom de Delmont.
D'abord forgeron métallurgiste comme son père, Édouard Philippe Clément Autran, il est recruté comme machiniste par le théâtre de l'Alcazar de Marseille en 1914. Bientôt promu régisseur sous la direction de Franck Esposito, il devient lui-même comédien vers 1918, sous le pseudonyme de Delmont.
Son talent le propulse au music-hall de Paris où il rejoint d'autres acteurs marseillais autour de Raimu. À partir de 1931 et jusqu'à sa mort en 1955, il se consacre essentiellement au cinéma et joue dans plus de 80 films.
Dans les années 1930, il est un des interprètes de second plan récurrents de nombreux films de Marcel Pagnol, notamment dans la trilogie marseillaise de Pagnol où il change de personnage d'un film à l'autre : quartier ou second maître dans Marius (où il tente de convaincre Marius d'embarquer), il incarne le docteur Venelle (Félicien) dans Fanny puis César.
Autre personnage marquant dans le petit monde de Pagnol, le pêcheur Maillefer dans La Femme du boulanger : il y est celui qui a vu Aurélie, la femme du boulanger, mais dont le long récit - que personne n'a le droit d'interrompre - fait craquer le boulanger qui le prend à la gorge pour le faire parler ...Et qui ne sera jamais cocu car sa femme, selon Raimu, "  (...) a plus poils au menton que de rose autour des tétons."
Il joue aussi Maître Cornille dans l'adaptation des Lettres de mon moulin par ce même Pagnol ou encore le bon valet Amédée dans Angèle.
Outre ces films, on lui attribue assez souvent des rôles de vieillards récalcitrants, comme celui du Papet centenaire dans Simplet (1942) ou celui du vieux docteur Spiletti dans Le Retour de don Camillo (1953), lesquels refusent obstinément de mourir. Il joue également un vieil homme, le père Gaubert, dans Regain (1937) de Marcel Pagnol, alors qu'il n'a que 54 ans. 

## Filmographie
([D] = crédité au générique sous le seul nom de Delmont)
- 1931 : Marius d'Alexander Korda : Le Goellec
- 1931 : Mam'zelle Nitouche, de Marc Allégret : Le directeur du music-hall
- 1932 : Mardi gras de Pierre Weill
- 1932 : Fanny de Marc Allégret : Le docteur Félicien Venelle
- 1933 : Roger la Honte de Gaston Roudès : L'inspecteur
- 1933 : Jofroi de Marcel Pagnol : Gustave, paysan
- 1934 : Au pays du soleil, de Robert Péguy, (Opérette).
- 1934 : Chourinette d'André Hugon
- 1934 : Angèle de Marcel Pagnol : Amédée
- 1934 : Le Train de 8 heures 47 d'Henry Wulschleger : L'éteigneur de réverbères
- 1934 : Les Bleus de la marine de Maurice Cammage : Le quartier-maître
- 1935 : Toni ou Les Amours de Toni de Jean Renoir : Fernand
- 1935 : Le Gros Lot de Cornembuis - court métrage - d'André Hugon : Bolduc
- 1936 : César de Marcel Pagnol : Le docteur Félicien Venelle
- 1936 : Romarin [D] de André Hugon
- 1936 : Blanchette de Pierre Caron : Le docteur Bonenfant
- 1937 : Regain de Marcel Pagnol : Le père Gaubert
- 1937 : Les Secrets de la mer Rouge de Richard Pottier : Soliman
- 1937 : L'Étrange Monsieur Victor de Jean Grémillon : Paroli
- 1937 : Le Chanteur de minuit de Léo Joannon : Patard
- 1937 : Franco de port de Dimitri Kirsanoff : Le barman
- 1937 : Balthazar de Pierre Colombier : Balicot
- 1938 : Hercule [D] d'Alexander Esway : Maffre
- 1938 : La Marseillaise de Jean Renoir : Cabri, le paysan
- 1938 : Le Quai des brumes [D] de Marcel Carné : Panama
- 1938 : La Femme du boulanger de Marcel Pagnol : Maillefer
- 1938 : Le Club des fadas de Émile Couzinet
- 1938 : Le Petit Chose de Maurice Cloche : L'abbé Germane
- 1938 : Firmin, le muet de Saint-Pataclet de Jacques Séverac : Toinet
- 1939 : L'Or dans la montagne de Max Haufler : Fontana
- 1939 : Le Héros de la Marne d'André Hugon : Le père Bardin
- 1939 : Berlingot et Compagnie [D] de Fernand Rivers : Courtepatte
- 1939 : Le Déserteur ou Je t'attendrai [D] de Léonide Moguy : Le père, M. Marchand
- 1939 : Le Paradis des voleurs (Escapade) de Lucien-Charles Marsoudet et Léo Joannon : L'oncle Roquefigue
- 1940 : L'Héritier des Mondésir [D] d’Albert Valentin : Firmin
- 1940 : La Nuit merveilleuse de Jean-Paul Paulin : Le vieux berger
- 1941 : Trois Argentins à Montmartre d’André Hugon : Sacrifice
- 1941 : Notre-Dame de la Mouise [D] de Robert Péguy : Le père Didier
- 1941 : Parade en sept nuits [D] de Marc Allégret : Long-Pendu
- 1942 : Soyez les bienvenus de Jacques de Baroncelli
- 1942 : L'Arlésienne [D] de Marc Allégret : Le berger Balthazar
- 1942 : Simplet de Fernandel : Papet
- 1942 : Cap au large [D] de Jean-Paul Paulin : Boquet
- 1942 : Feu sacré [D] de Maurice Cloche : Papa Bricard
- 1943 : Une femme dans la nuit [D] de Edmond T. Gréville : Le père Rousseau
- 1943 : Le soleil a toujours raison de Pierre Billon : Étienne
- 1943 : Port d'attache de Jean Choux : Le père Garda
- 1943 : Picpus [D] de Richard Pottier : Le Cloaguen
- 1943 : La Bonne Étoile [D] de Jean Boyer : Baptistin
- 1943 : Une vie de chien de Maurice Cammage : Tournemire
- 1943 : Adieu Léonard [D] de Pierre Prévert : Le chemineau
- 1943 : Le Val d'enfer de Maurice Tourneur : Le père Bienvenu
- 1943 : Mon amour est près de toi de Richard Pottier : Le père Louis
- 1944 : Un chapeau de paille d'Italie de Maurice Cammage - tourné en 1940
- 1944 : La Collection Ménard de Bernard Roland : Le colonel
- 1944 : L'Île d'amour [D] de Maurice Cam : Christiani
- 1945 : La Fiancée des ténèbres [D] de Serge de Poligny : M. Toulzac
- 1945 : Solita de Cordoue de Willy Rozier : Le père Dupeyroux
- 1946 : L'Affaire du Grand Hôtel [D] de André Hugon : Le Marsouin
- 1946 : Le Gardian [D] de Jean de Marguenat : Marius Audiffret
- 1946 : Nuit sans fin [D] de Jacques Séverac : Le père Toine
- 1946 : Ploum ploum tra la la de Robert Hennion : Toussaint
- 1947 : La Renégate de Jacques Séverac : Tio Lopez
- 1947 : Le Destin exécrable de Guillemette Babin [D] de Guillaume Radot : Maître Pierre Pasquier
- 1947 : Le Dessous des cartes d'André Cayatte : L'aubergiste
- 1948 : Colomba [D] d'Émile Couzinet : Bariccini
- 1948 : Buffalo Bill et la bergère de Serge de La Roche - film resté inachevé
- 1948 : Bagarres de Henri Calef : Giuseppe
- 1948 : L'Auberge du péché de Jean de Marguenat : Rallier
- 1949 : L'École buissonnière de Jean-Paul Le Chanois : M. Arnaud
- 1949 : Les Eaux troubles [D] de Henri Calef : Sauvent
- 1949 : Deux Amours de Richard Pottier : M. Vincent
- 1950 : L'Homme qui revient de loin de Jean Castanier : Prosper
- 1950 : Le Grand Cirque de Georges Péclet : Le paysan
- 1950 : Juliette ou la Clé des songes de Marcel Carné : Le garde champêtre
- 1950 : La Belle que voilà de Jean-Paul Le Chanois : Un gardien de prison
- 1951 : Trafic sur les dunes de Jean Gourguet : Vernet
- 1951 : Monsieur Octave ou L'Escargot de Maurice Téboul - film inédit -
- 1951 : La Table-aux-crevés de Henri Verneuil : Capucet
- 1952 : Au pays du soleil de Maurice de Canonge : Rizoul
- 1952 : Éternel espoir de Max Joly : Le grand-père Valon
- 1952 : Son dernier Noël de Jacques Daniel-Norman : Le père Gallès
- 1952 : Manon des sources de Marcel Pagnol : Anglade
- 1953 : Le Retour de don Camillo de Julien Duvivier : Docteur Spiletti
- 1953 : L'Appel du destin de Georges Lacombe : M. Galibert
- 1954 : Le Mouton à cinq pattes de Henri Verneuil : Le docteur Marius Bollène
- 1954 : Les Lettres de mon moulin de Marcel Pagnol : Maître Cornille
- 1954 : Ali Baba et les quarante voleurs de Jacques Becker : Le père de Morgiane

## Théâtre
- 1931 : Fanny de Marcel Pagnol, mise en scène Harry Baur, Théâtre de Paris